# Fort-Langley
Fort-Langley est un village de 2 700 habitants faisant partie du district de Langley, dans le sud de la Colombie-Britannique.

## Histoire
Fort Langley date d'un temps où la frontière entre les possessions britanniques et américaines n'était pas encore fixée.